# رتاو
رتاو (به فرانسوی: Rothau) یک کامین در فرانسه با جمعیت ۱٬۵۹۵ نفر است که در Canton of Schirmeck واقع شده‌است.